# Évelyne Coquet
Pour les articles homonymes, voir Coquet.
 (août 2014).
Évelyne Coquet, née à Nevers en 1947, est un écrivain français. Dans ses livres elle raconte ses voyages à cheval.
En 1974, avec sa sœur Corinne, elle rejoint Jérusalem depuis l'Arc de triomphe à Paris, une chevauchée de 6 000 km. De retour en France, elle raconte cette aventure dans Le Bonheur à cheval (1975.
Quelques années plus tard, elle se marie avec Frédéric Pignot, surnommé Caddy (1949-2009). Leur voyage de noces est une aventure à travers l'Amazonie, racontée dans L'Équipée amazonienne (1976).
Leur enfant Philippe naît en 1976, ses parents lui font traverser l'Écosse dans un berceau à dos de cheval. Évelyne raconte ce voyage dans Un berceau sur un cheval (1978).
Marcelline, née en 1979, rejoint son frère et ses parents dans la traversée de l'Afrique du Sud. Évelyne signe son nouveau livre, Le Grand Trek (1984).

## Liste des Œuvres
- Le Bonheur à cheval, 1975De Paris à Jérusalem sur le chemin des Croisés.
- L'Équipée amazonienne, 1976Une aventure en Amazonie en guise de voyage de noces.
- Un berceau sur un cheval, 1978Traversée de l'Écosse avec son premier né.
- Pour l'amour d'un cheval, 1981
- La Ragote ses animaux et ses rêves, 1982Une histoire vraie qui a l'air d'un conte.
- Le Cheval, 1983Le cheval autrefois.
- Le Grand Trek, 1984Quatre mille kilomètres en Afrique du Sud sur les traces des Boers.